# جبل لابو
جبل لابو (بالإنجليزية: Mount Labo)‏، هو بركان طبقي نشط يحتمل أن يكون في مقاطعة كمارينز نورتي، في منطقة بيسكول (المنطقة V)، في جزيرة لوزون، في الفلبين. تقع في الطرف الشمالي الغربي لشبه جزيرة بيكول.